# 髙寺成紀
髙寺 成紀（たかてら しげのり、1962年9月28日 - ）は、日本のテレビドラマプロデューサー。東京都台東区出身。
代表作に『激走戦隊カーレンジャー』『仮面ライダークウガ』『仮面ライダー響鬼』『大魔神カノン』などがある。

## 来歴
- 1973年 - 小学校5年生の時、小学館の雑誌が開催したウルトラの母似顔絵コンテストで優秀賞2名の1人に選ばれ『モーニングジャンボ奥さま8時半です』に出演[3][4][5]。
- 1982年 - 早稲田大学に入学。在学時に特撮サークル「怪獣同盟」を結成し、初代会長を務める。『仮面ライダーW』や『特捜戦隊デカレンジャー』のプロデューサーとして知られる塚田英明、平成仮面ライダーシリーズや『小さき勇者たち〜ガメラ〜』などの監督である田﨑竜太は、この怪獣同盟の後輩であり、特に田﨑とは中学時代から親交があったとのこと。
- 1986年 - 早稲田大学社会科学部卒業。東映に入社[1]。
- 1987年 - 『仮面ライダーBLACK』で初のプロデューサー補を務める[1]。
- 1990年 - 『美少女仮面ポワトリン』の中途からプロデューサーに就任[1]。
- 1994年 - 『忍者戦隊カクレンジャー』第15話よりサブプロデューサーとしてスーパー戦隊シリーズに初参加[1]。
- 1996年 - 営業に専念することになった鈴木武幸に代わり、『激走戦隊カーレンジャー』でチーフプロデューサーに昇格。以後、3年連続でチーフプロデューサーとしてスーパー戦隊シリーズに携わる。
- 2000年 - 平成仮面ライダーシリーズ第1作となる『仮面ライダークウガ』でチーフプロデューサーを担当。
- 2005年 - 『仮面ライダー響鬼』で現場復帰。その後第29話をもってチーフプロデューサーを降板。
- 2006年 - 5月末日をもって東映を依願退職。角川書店に転職。
- 2008年 - 映像プロデューサーとしての再始動を宣言[6]。
- 2009年 - 友人の影響で名刺上の氏名を「髙寺成紀」→「高寺重徳」に改名[7]。
- 2010年 - 『大魔神カノン』のプロデュースを手がける。特撮番組のプロデュースを手がけるのは、角川書店に転職してからは初である。
- 2012年 - 名義を本名である「髙寺成紀」に変更。以降、関連書籍やメディアでのインタビューはこの名で通している。
- 2015年 - 3月末にKADOKAWAを退社し角川大映スタジオに移籍[8]。5月には調布FMより初のラジオ番組『髙寺成紀の怪獣ラジオ』を開始。
- 2023年 - 3月末日をもって角川大映スタジオを定年退職[9]。

## 概要

### 作風
『激走戦隊カーレンジャー』では既存の戦隊ヒーローものを徹底的にセルフパロディ化するとともにナレーションを廃止する、『カーレンジャー』『メガレンジャー』『ギンガマン』では子供向け番組でありながら悪役の女性幹部にAV女優やヌードモデルを起用する、『仮面ライダークウガ』ではリアル特撮路線の先鞭をつける、『仮面ライダー響鬼』では変身ベルトを廃止するなど、ともすれば無謀とも捉えられかねない挑戦的な作品を好んで制作していた。
また緻密な設定を構築してそれを厳守し、ストーリーが破綻をきたさないよう丁寧なシリーズ構成を徹底する点も特徴である。自分が面白いと思ってやったことは何を言われようと貫き通すという、頑固な一面が作品から見受けられる。チーフプロデューサーを務めたスーパー戦隊シリーズでは、必ず敵組織での権力闘争や結束の乱れが描かれる。「名前の規則性」にこだわり、サブタイトルや怪人の名前には必ず規則をつける（例えば、必ず交通安全のフレーズを入れたサブタイトルの『カーレンジャー』、細かい設定を加えた怪人の名前・言語・人間の殺害をリアルに描いた『クウガ』）などの面もある。
1990年代半ばまでの特撮ヒーローが持っていた善悪二元論、勧善懲悪的な論法に対しては、ヒーローたる主人公を従来の超人的存在としての立場から現実社会の一員の位置に一旦下げたうえで、現実社会における「理想の人間像」としてのヒーロー像の構築を試みるほか、『クウガ』や『響鬼』に見られるように、正義と悪の境界線が曖昧になってきた現代の気風に合わせて敵集団を人間とは相互理解不可能な存在として描くなど、新たな意味を与えようとする姿勢が見られる。
子供のころに見ていた『ウルトラマン』のホシノ君のように、「子供が自分たちに向けて作られたと思える番組を作る」という意識を持つようになり、『カーレンジャー』『メガレンジャー』『ギンガマン』『クウガ』では子供を積極的に登場させるようにしている。また、平成ガメラシリーズの浅黄が、昭和ガメラシリーズの「ガメラと少年が交流する」という理念を引き継いでいたことからリスペクトしており、『響鬼』の明日夢はその手本があったから生まれたという。
東映退社後の角川転職にも関わった井上伸一郎によれば、「台詞中の小さな情報から世界観を広げる」「細分に渡って設定をとっちらかずに徹底して作り込む」「脚本や設定など関われる範囲は他人に任せず自分で掘り下げる」などの特徴があり、放送序盤では作り込んだ設定が明確にならず、後半一気に活きることで、視聴者の快感につながると指摘している。一方でフォーマットに拘らず、作品を創る度にモチベーションが燃え尽きるので、次回作を練り上げるまでに相応の時間を要すると指摘している。

### エピソード
- 子供のころからウルトラマンなどの特撮マニアだった。勉強はあまりできなかったが高校時代には生徒会長に就任。副会長は後の東映特撮監督の田﨑竜太。大学では田﨑と怪獣好きを集めて特撮サークル「怪獣同盟」を結成[4]。大学時代も特撮を見ていて、「私の大学時代、TVでは『バイオマン』『チェンジマン』がオンエアされており、それを見て私の東映に対するイメージは変わりました。そう思うと曽田さんには足を向けて寝られません」と語っている[11]。
- 『カーレンジャー』などに出演した声優の大竹宏の話によると、髙寺は『マジンガーZ』の大ファンで、『カーレンジャー』ではマジンガーZそっくりの敵のロボット・バリンガーZを登場させようとしたが、ダイナミックプロに配慮しようとした東映上部からの自粛命令により、スチル写真まで撮ったものがお蔵入りになるという事態を引き起こした[12]。
- 東映ビデオの加藤和夫プロデューサーは、「スーパー戦隊Vシネマの発案者は髙寺である」と証言している。厳密には、髙寺は当時の東映側のチーフプロデューサー吉川進に戦隊の競演作品の制作を進言し、それを聞き入れた吉川が加藤に打診を行ったとされる。こうしてシリーズ第1作『超力戦隊オーレンジャー オーレVSカクレンジャー』が制作された。
- 同じ大学の同期生であるデーモン閣下に仮面ライダーBLACKの変身ベルトをプレゼントしたことがある[13]。
- いのくままさおとも親交が深い。
- 監督の坂本太郎とはシリーズ問わず多くの作品で組んでいた。
- かつてメタルヒーローシリーズを中心に書いていた小林靖子を、スーパー戦隊シリーズへの進出に誘った。
- チーフプロデューサーを務めた作品では『電磁戦隊メガレンジャー』を除く全作品で、音楽担当に佐橋俊彦を起用している。
- 2013年3月18日、早稲田大学の後輩と共に別の後輩が所持していたガンプラを破壊した画像をTwitter上で公開し、ファンからの批判が殺到して炎上した[14]。同年3月25日、大学生時代に設立した怪獣同盟の後輩とともに行き過ぎた行為であるとして謝罪し[15]、その翌日には怪獣同盟側も公式サイト上に謝罪文を掲載した[16]。なお、怪獣同盟は「アニメ禁止」という掟が存在することでも知られている[17]。

### 仮面ライダー関連
元々円谷プロダクション作品の作風を好み、反対に東映作品の作風に良い印象を持っていなかった髙寺は『仮面ライダーBLACK』に参加した際の打ち合わせで、上原正三に対してさまざまな東映のお約束展開を「やらないように」と依頼した。これらのほとんどは吉川進の判断によって却下されたが、上原からは「髙寺君には焚きつけられるな」と言われたという。髙寺は仮面ライダーBLACKについて、「新しかったというファンからの意見も多いが、ゴール設定が今までの仮面ライダーのちょっと上といった程度にしか感じられなかった」「せっかくメタルヒーローと違う路線で行ける機会だったのに、『宇宙刑事プラスα』みたいなものにしかならなかった」と述べている。
長らく「『仮面ライダークウガ』では第2話で教会のセットを丸ごと製作して燃やすという大胆な仕掛けを行ったため、番組初期の時点で予算を半分消費した」という噂が広がっていたが、髙寺本人によりデマであるとコメントがあり、『クウガ』で監督を務めた鈴村展弘も「もちろん手間はかかってるんだけど、警察署と同じスタジオだし、噂ほどではない」と否定している。主演のオダギリジョーの「2話の後はロケ弁がしょぼくなった」という発言も、髙寺のジョークであったという。
脚本作りなどに時間をかけるあまり、制作スケジュールも大幅に遅れ、製作統括という立場で『クウガ』に関わっていた鈴木武幸も事態を懸念し、自身も途中からプロデューサーを務め、途中で補佐役として白倉伸一郎を参加させることとなった。
白倉の参加とともに脚本陣に加わった井上敏樹のコメントによれば、鈴木は髙寺をプロデューサーから外し、『クウガ』の方向性を変えようと企図していたという。しかし、井上は髙寺やシリーズ構成の荒川稔久を支持し、方向性の面では『クウガ』は初志を貫くことができた。
『仮面ライダー響鬼』では仮面ライダーとしては斬新な設定と今までにない構成・演出で話題となるが、第29話を最後にチーフプロデューサーを降板して以降の内容をめぐり、インターネット上などでは大きな騒動が起こった。この降板劇の理由は現在も不明である（『仮面ライダー響鬼』の「作風と反響」の節も参照）。

### 転職
髙寺は上記の『響鬼』での一連の騒動の責任を取ってなのか、2006年5月に東映を依願退職したという噂がネット上に広まり大きな波紋を呼んだが、髙寺のコメントによれば『響鬼』の件が原因で退職したわけではなく個人的な理由とのことである。2007年2月に『NEWTYPE THE LIVE 特撮ニュータイプ』誌上にて髙寺のコメントが掲載され、その際の肩書きが「角川書店プロデューサー」となっていたため、東映退職→角川書店転職説が裏付けされた。同誌では「クロスメディアブレーン」の肩書きで監修的立場で携わっていた。
角川書店移籍後の2010年には、『大魔神』のリメイクテレビ作品『大魔神カノン』のプロデュースを手掛けた。
角川大映スタジオ移籍後も作品プロデュースは続けており、2020年からは、調布市製作の30秒広報映像作品「ガチョシアター」のプロデュースを手掛けている。

## 主な作品

### テレビドラマ
- 仮面ライダーシリーズ
  - 仮面ライダーBLACK（1987年 - 1988年） - プロデューサー補
  - 仮面ライダーBLACK RX（1988年 - 1989年） - プロデューサー補
  - 仮面ライダークウガ（2000年 - 2001年） - チーフプロデューサー
  - 仮面ライダー響鬼 一之巻 - 二十九之巻（2005年） - チーフプロデューサー
- 東映不思議コメディーシリーズ
  - 美少女仮面ポワトリン（1990年） - プロデューサー ※23話より
  - 不思議少女ナイルなトトメス（1991年） - プロデューサー
  - うたう!大龍宮城（1992年） - プロデューサー
- JTドラマBOX ビーナスハイツ（1992年） - プロデューサー
- 世にも奇妙な物語 真夏の特別編（1993年）
- ボクたちのドラマシリーズ 幕末高校生（1994年） - プロデュース
- スーパー戦隊シリーズ
  - 忍者戦隊カクレンジャー（1994年 - 1995年） - プロデューサー ※15話より
  - 超力戦隊オーレンジャー（1995年 - 1996年） - プロデューサー
  - 激走戦隊カーレンジャー（1996年 - 1997年） - チーフプロデューサー
  - 電磁戦隊メガレンジャー（1997年 - 1998年） - チーフプロデューサー
  - 星獣戦隊ギンガマン（1998年 - 1999年） - チーフプロデューサー
- 大魔神カノン（2010年） - チーフプロデューサー

### 映画
- 劇場版 仮面ライダー響鬼と7人の戦鬼（2005年） - アソシエイトプロデューサー

### オリジナルビデオ
- ウルトラマンVS仮面ライダー（1993年） - プロデューサー

### その他
- パワーレンジャー・ターボ（1999年） - 日本語版監修
- ガチョシアター（調布市広報映像作品・2020年 - ） - プロデューサー

## メディア出演
- 髙寺成紀の怪獣ラジオ（調布FM 2015年5月1日～2016年3月25日）
  - 髙寺成紀の怪獣ラジオ(昼)（調布FM 2018年5月26日～）